# 關島足球代表隊
關島足球代表隊（英語：Guam national football team）成立於1975年，代表美国海外领土关岛参加国际足球赛事，由关岛足球协会管理，隶属于亚足联旗下的东亚足联，於1996年加入國際足協。
2015年,关岛队在击败土库曼斯坦和印度后,在FIFA世界排名上升至历史最高第146位。

## 歷史
关岛的足球运动始于20世纪60年代，由两位先驱发起：一位是爱尔兰牧师托尼·吉莱斯皮，另一位是建筑公司老板查尔斯·王。查尔斯·王定居关岛，创建了关岛足球杯赛，并于1975年成为关岛足球协会的第一任主席。
关岛第一场国际比赛是在1975年南太平洋运动会足球赛对所罗门群岛,以1-5惨败。接下来11-0输给斐济,被淘汰。在1979年南太平洋运动会足球赛,关岛再次以1-11和0-5输给新喀里多尼亚和新赫布里底。进入安慰赛,关岛取得首胜,以4-2击败西萨摩亚和7-2击败图瓦卢,随后以1-5再次负于新赫布里底。
尽管在地理上是大洋洲的一部分，关岛于1991年成为亚洲足球联合会的准会员，同时继续参加太平洋运动会。 1996年,关岛成为亚足联和国际足联的正式会员。
關島是國際足協人口以及面積最少的會員之一。近年關島的成績有所改善，在2010年, 2013年以及2015年的東亞足球錦標賽皆成功晉級第二輪外圍賽。
2018年世界杯亞洲區外圍賽，關島在第二圈分組賽取得兩場主場勝仗，其中包括1:0贏土庫曼與2:1爆冷擊敗印度。最後以小組第四名出局，但已取得他們歷來外圍賽的最佳成績。雖然關島作為小組第四名可以參加2019年亞足聯亚洲杯预选赛第三圈，但由於財政原因，关岛足协決定退出亚洲杯预选赛。
2022年世界杯亞洲區外圍賽，關島在第一輪外圍賽淘汰不丹晉級第二輪外圍賽，與敘利亞、中國、菲律賓及馬爾代夫同組，結果八戰全敗出局。

## 世界盃成績
- 1930年 至 1998年 - 沒有參賽
- 2002年 - 外圍賽出局
- 2006年 - 退出
- 2010年 - 退出
- 2014年 - 沒有參賽
- 2018年 - 外圍賽出局
- 2022年 - 外圍賽出局

## 亞洲盃成績
- 1956年 至 1992年 - 沒有參賽
- 1996年 至 2004年 - 外圍賽出局
- 2007年 至 2015年 - 沒有參賽
- 2019年 - 退出
- 2023年 - 外圍賽出局

## 東亞足球錦標賽成績
- 2003年 - 外圍賽出局
- 2005年 - 外圍賽出局
- 2008年 - 外圍賽出局
- 2010年 - 外圍賽出局
- 2013年 - 外圍賽出局
- 2015年 - 外圍賽出局
- 2017年 - 外圍賽出局
- 2019年 - 外圍賽出局
- 2025年 - 外圍賽出局

## 亞洲挑戰盃成績
- 2006年 - 第一圈
- 2008年 - 外圍賽出局
- 2010年 - 外圍賽出局
- 2012年 - 沒有參賽
- 2014年 - 外圍賽出局

## 近期賽事
| 日期           | 對手 | 結果 | 比數 | 舉行城市   | 比賽性質                 |
| -------------- | ---- | ---- | ---- | ---------- | ------------------------ |
| 2015年9月8日   | 阿曼 | 和   | 0-0  | 迪迪多     | 2018年世界盃亞洲區外圍賽 |
| 2015年10月13日 |      | 負   | 0-1  | 阿什哈巴德 | 2018年世界盃亞洲區外圍賽 |
| 2015年11月12日 | 印度 | 負   | 0-1  | 迪迪多     | 2018年世界盃亞洲區外圍賽 |
| 2015年11月17日 | 伊朗 | 負   | 0-6  | 德里       | 2018年世界盃亞洲區外圍賽 |
| 2016年3月24日  | 阿曼 | 負   | 0-1  | 馬斯喀特   | 2018年世界盃亞洲區外圍賽 |

## 外部連結
- 關島足球協會